# 安室修
安室 修（やすむろ おさむ、1944年10月22日 - ）は、日本の映画監督・演出家である。神奈川県出身。

## 人物・来歴
早川雪洲門下生となると共に市川崑監督・深作欣二監督などの助監督となる。数々の映画、テレビドラマを手がけ現在日本映画監督協会会員。

## 主な監督作品

### 映画
- 二代目パチンコ物語 一発勝負必勝篇(1991)
- えびす食堂

### テレビドラマ
- 風の中のあいつ(1973 - 1974)
- 女無宿人 半身のお紺
- 名古屋嫁入り物語シリーズ
- 夜明けの刑事
- クルクルくりん
- 明日の刑事シリーズ
- 川の見える病院から
- 法医学教室の事件ファイルシリーズ
- はるちゃんシリーズ
- 万引きウオッチャー小林みなみ事件簿

ほか演出作品あり